# Kort bockvete
Kort bockvete (Aegilops geniculata) är en gräsart som beskrevs av Albrecht Wilhelm Roth. Enligt Catalogue of Life ingår Kort bockvete i släktet bockveten och familjen gräs, men enligt Dyntaxa är tillhörigheten istället släktet bockveten och familjen gräs. Arten förekommer tillfälligt i Sverige, men reproducerar sig inte. Inga underarter finns listade i Catalogue of Life.

## Bildgalleri

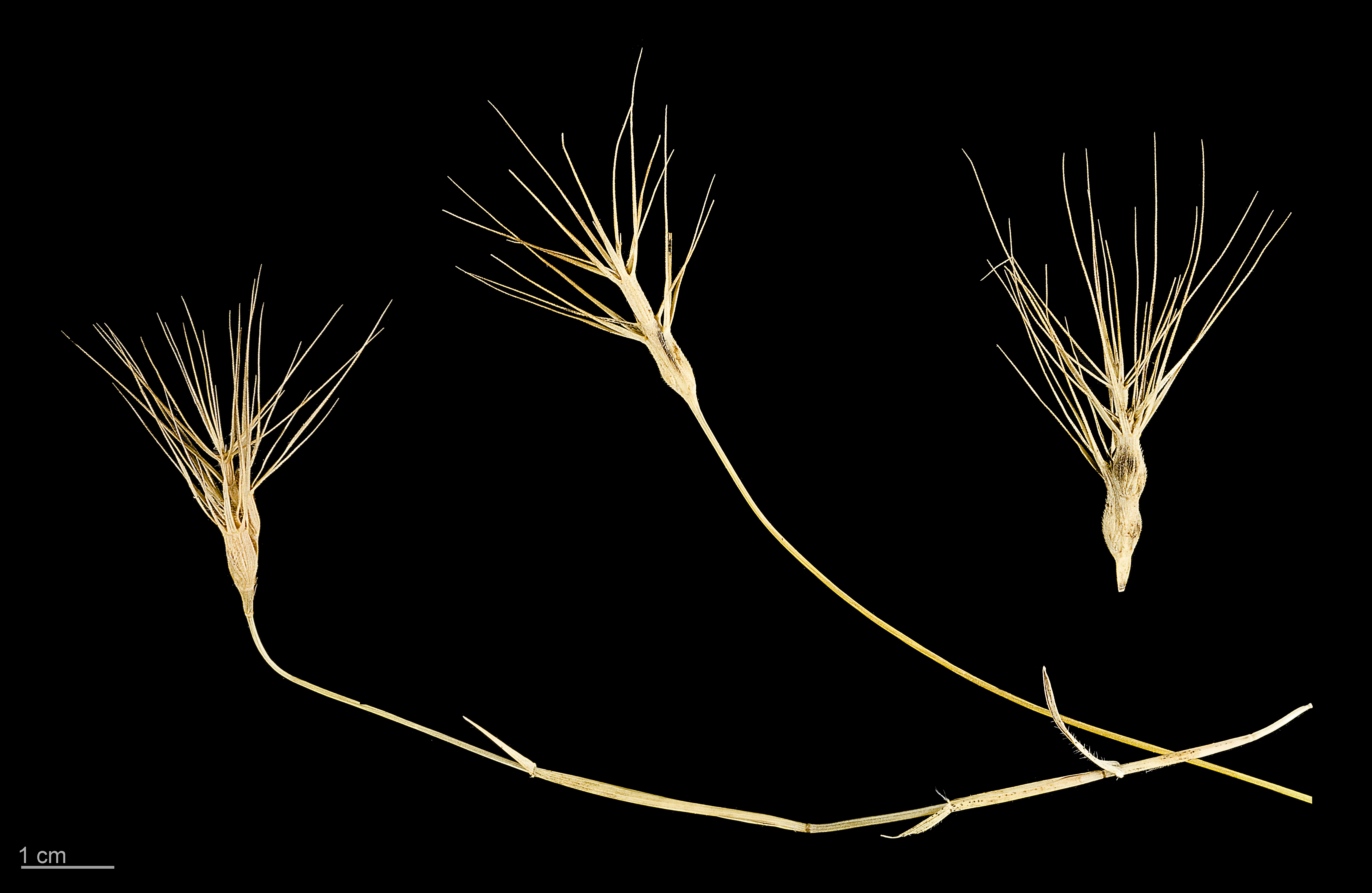
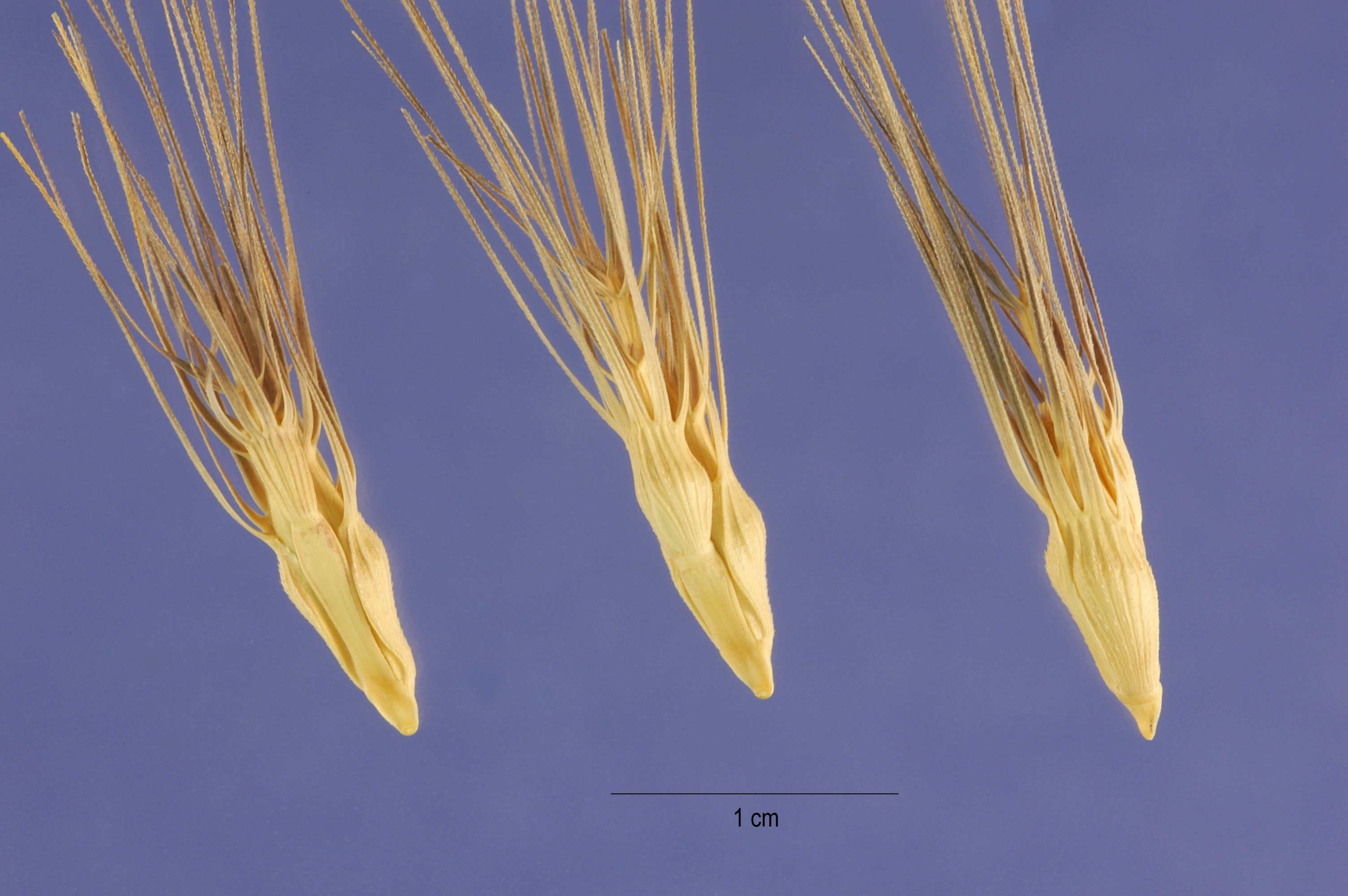
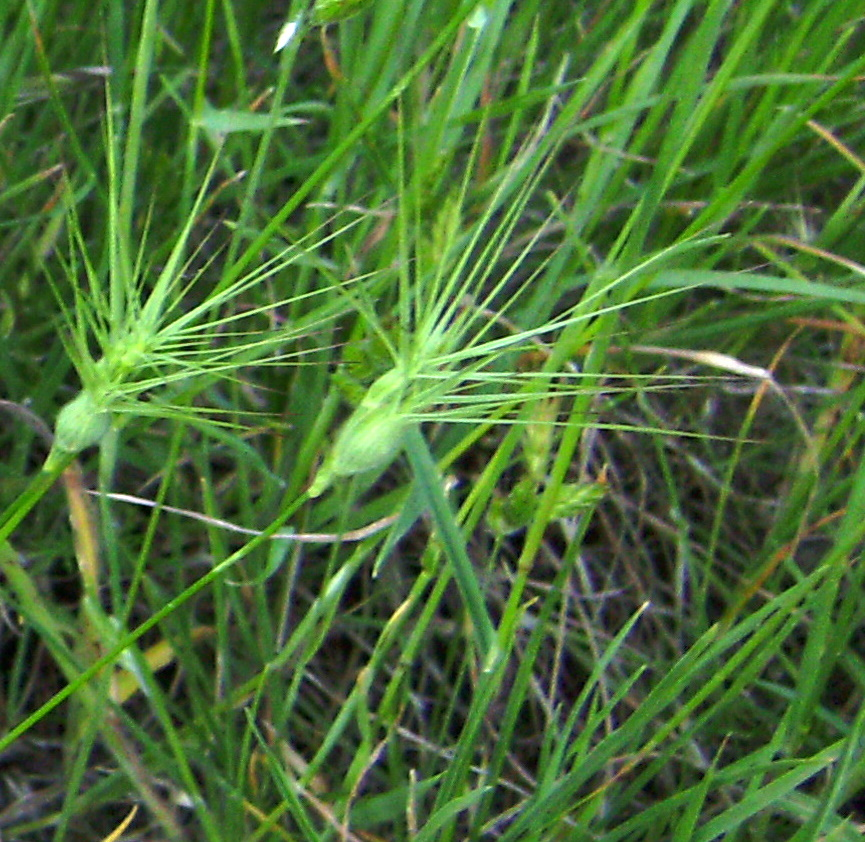
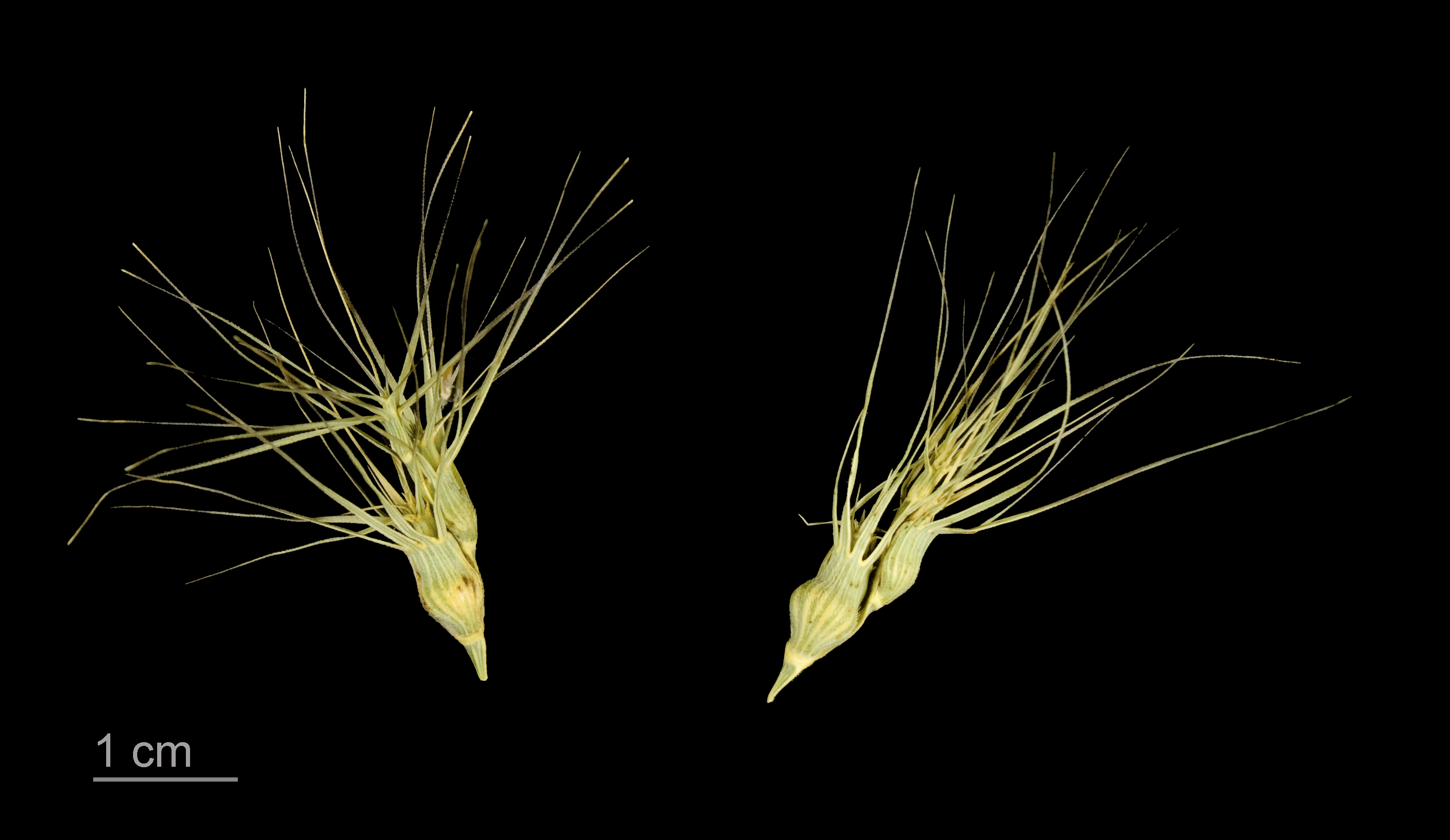
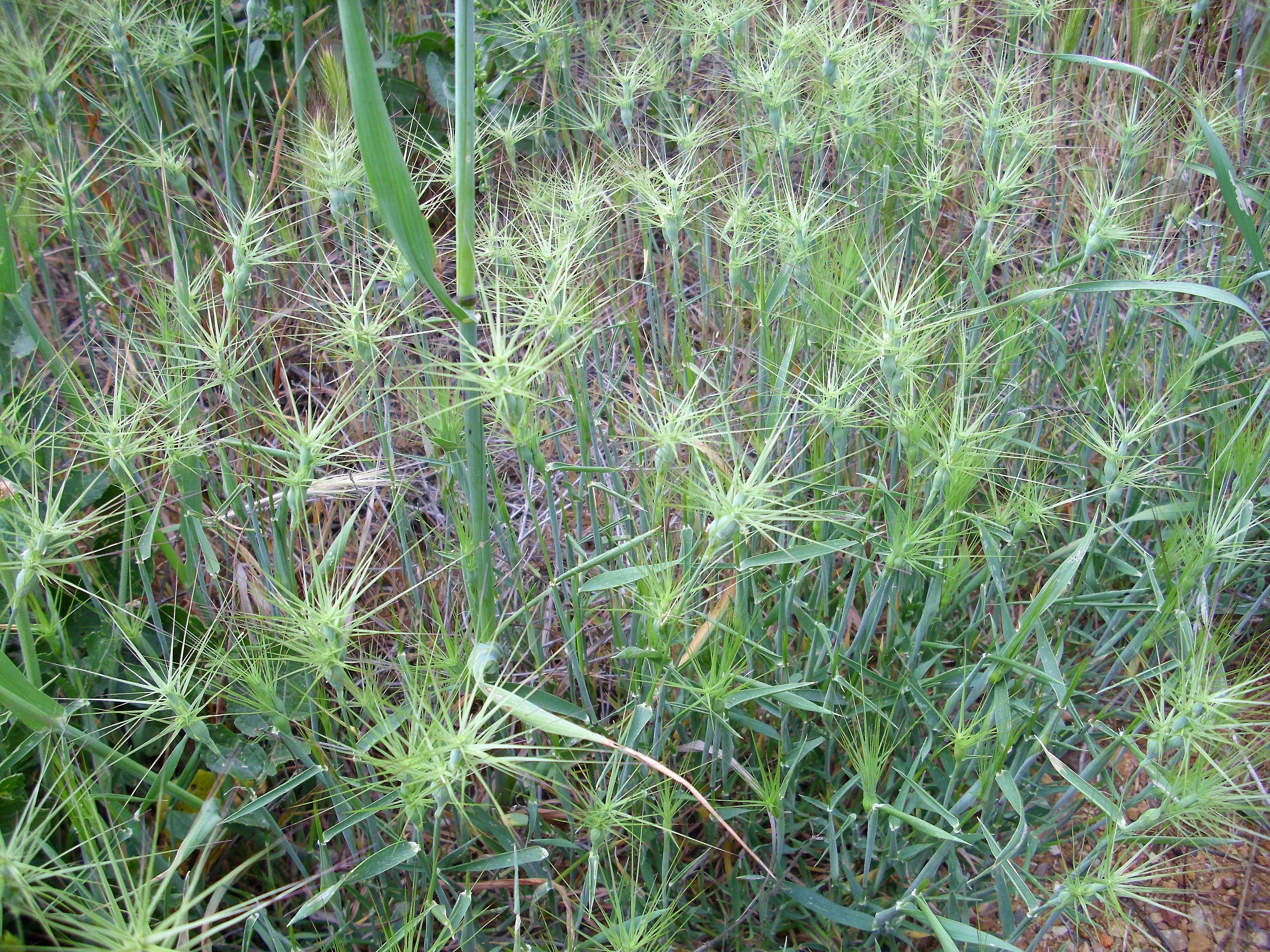